# Haute-Corse
Haute-Corse [ót korz], česky Horní Korsika je bývalý francouzský departement v severovýchodní části ostrova a regionu Korsika . K 1. lednu 2018 se sloučil se svým jižním sousedem Corse-du-Sud.

## Geografie

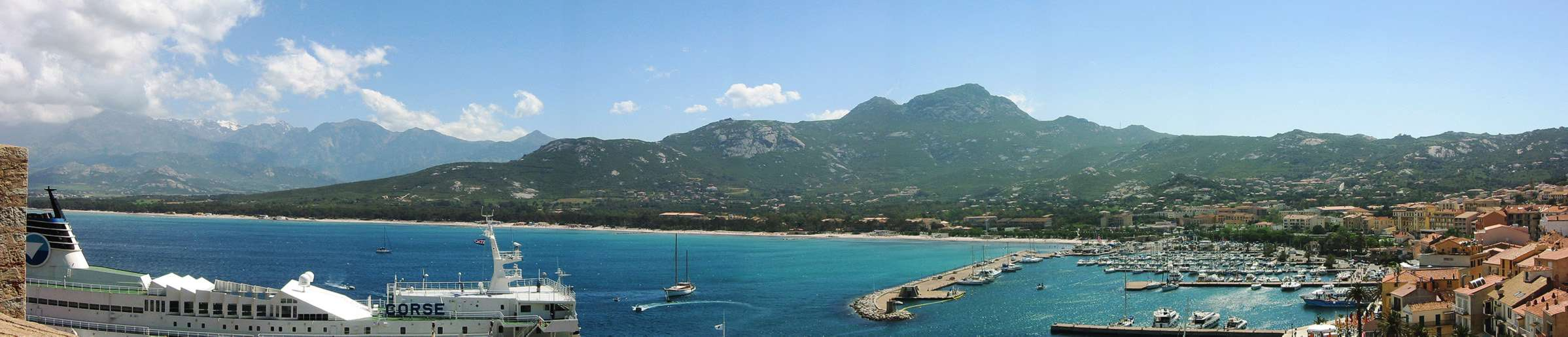
Pohled na město Calvi

## Nejvýznamnější města
- Bastia
- Calvi
- Corte